# Rubus ambulans
Rubus ambulans är en rosväxtart som beskrevs av Matzk.. Rubus ambulans ingår i släktet rubusar, och familjen rosväxter. Inga underarter finns listade i Catalogue of Life.